# Chiesa di Santa Maria della Neve (San Secondo Parmense)

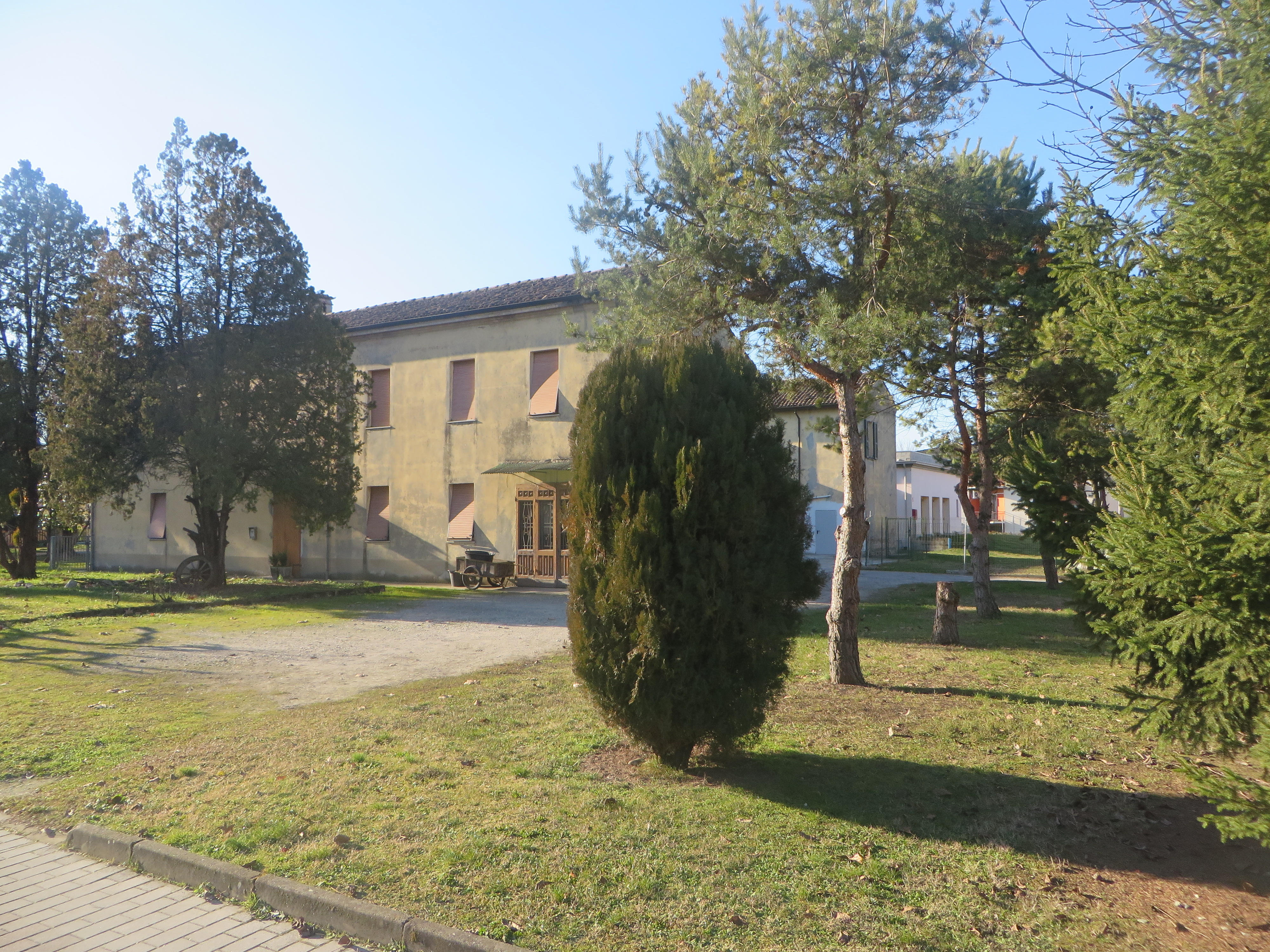
Ex convento dei Cappuccini: la parte del giardino in primo piano rappresenta l'area dove sorgeva la chiesa

La chiesa di Santa Maria della Neve era un luogo di culto cattolico facente parte del complesso del convento dei cappuccini di San Secondo Parmense, in provincia di Parma. Costruita all'inizio del XVII secolo, venne sconsacrata nel XIX secolo e infine demolita nel 1956.

## Storia
La chiesa fu edificata come parte del più ampio complesso del convento dei cappuccini dal marchese Federico I de' Rossi nel 1610, su richiesta del fratello, conte Ippolito, che aveva assunto il nome di Fra Ludovico dopo la sua ordinazione a frate cappuccino. La chiesa seguì le sorti del convento restando attiva per due secoli fino alla soppressioni degli ordini religiosi voluta da Napoleone nel 1805. La chiesa insieme all'intero complesso conventuale fu acquistata da Giacomo Cavalli che convertì il chiostro a uso residenziale.
Nel 1914 l'altare maggiore, un altare di una cappella e i quadri della chiesa furono donati dal proprietario Giulio Cavalli ai cappuccini della chiesa di Sant'Antonio di Salsomaggiore Terme, mentre dal 1925 la struttura fu adibita a officina e rimessa per macchine agricole.
Nel 1956 la struttura ormai fatiscente venne demolita e i mattoni ricavati furono rivenduti.

## Descrizione
La chiesa era posta direttamente sulla strada sulla quale vi era l'ingresso, per tale ragione l'orientamento dell'edificio religioso era anomalo presentano l'abside a ovest e non a est come è di norma per gli edifici religiosi.
La facciata presentava quattro lesene, due a delimitare la facciata e due a sorreggere il timpano. Il tetto presentava dei pinnacoli mentre l'accesso era garantito da un portale centrale dal quale si accedeva all'edificio costituito da un'unica navata. Il portale era sormontato da tre finestre che garantivano la necessaria luce all'edificio.
All'interno della chiesa vi erano quattro cappelle, due per lato e a seguire due oratori, dietro all'altare maggiore vi era il coro e, a fianco di questo sul lato nord, la sagrestia. La cella campanaria era collocata posteriormente all'edificio.
La chiesa possedeva inoltre una cripta sotto il coro, da testimonianze relative 1941 raccolte nel 1985, infatti, periodo nel quale l'edificio era adibito ad officina, si evince che vi era una botola con una scala a pioli che conduceva ad un locale sotterraneo di forma quadrata di 5 metri circa di lato e 3 metri e mezzo di altezza, il locale aveva una rientranza sul perimetro e su tale rientranza erano posti teschi e ossa umane. Tale testimonianza è confermata dalle demolizioni del 1956 durante le quali venne chiusa con rottami una stanza posta sotto al coro.